# Trzciany Dół
Trzciany Dół – dawna część wsi Skarbka w Polsce, położona w województwie świętokrzyskim, w powiecie ostrowieckim, w gminie Bałtów. Wchodzi w skład sołectwa Skarbka.
W latach 1975–1998 Trzciany Dół administracyjnie należał do województwa kieleckiego.
Nazwę zniesiono z 2023 r.
Wierni Kościoła rzymskokatolickiego należą do parafii Matki Bożej Bolesnej w Bałtowie.